# Cycloramic
サイクロラミック（英語:Cycloramic）は、ハンズフリーで動画やパノラマ写真を撮影することができるiPhone向けアプリケーションソフトウェアである。水平で滑らかな場所にiPhoneをバランス良く立てて置き、アプリを起動すると、バイブレータの振動を利用してiPhoneが自動回転しながら、360℃のパノラマ写真を撮影したり、最大3回転分のビデオを撮影する。iPhone内蔵のジャイロスコープによる姿勢制御機能及び内蔵コンパスによる方位磁針機能を利用し、設置面に合わせた最適な振動数を常に割り出し、当該データに基づいた最適な振動を発生させてiPhoneを回転させる仕組み。撮影完了後は自動で停止する。なお、iPhone内蔵のバイブレータを利用して本体を回転させるため、外付けのハードウェアなどは必要としない。
2013年1月のバージョン2.0より、手動でもパノラマ写真を撮影することができるようになった。また、2013年2月のバージョン2.1より、撮影したパノラマ写真をHDビデオに変換できるようになった。
iPhone, iPod touch, iPadのうち、iOS 6.0以降のシステムを搭載したデバイスに適応する。ハンズフリーモードはGSM方式のiPhone 5（日本ではソフトバンクモバイルのiPhone 5）で最適に動作する。
撮影した画像は、フェイスブックなどのソーシャル・ネットワーキング・サービス（SNS）で共有することができる。

## 受賞歴
- 2012年12月26日 - ニューヨーク・タイムズ誌上の「2012年ブライテストアイデア賞」を獲得[3]。
- 2013年3月21日 - 当アプリの開発会社であるEgos Ventures Inc.が、米ジョージア州・Technology Associationの「2013年の革新的企業・トップ10」を獲得[4]。

## メディア掲載歴
- 2012年12月28日 - ブログサイト『テッククランチJapan』にレビュー記事掲載[5]。
- 2012年12月29日 - ブログサイト『タブロイド（TABROID）』にニュース記事掲載[6]。
- 2013年1月10日 - iPhone向けアプリ情報サイト『App LiFE』にレビュー記事掲載[7]。
- 2013年1月25日 - ブログサイト『テッククランチJapan』にレビュー記事掲載[8]。
- 2013年3月12日 - NHKニュースおはよう日本『まちかど情報室』コーナーにて紹介[9]。
- 2013年3月26日 - ビジネス・ブログメディアである『ビジネス・インサイダー』の「2013年 近未来を感じさせる8つのアプリ」に選抜される[10]。